# IU International University of Applied Sciences

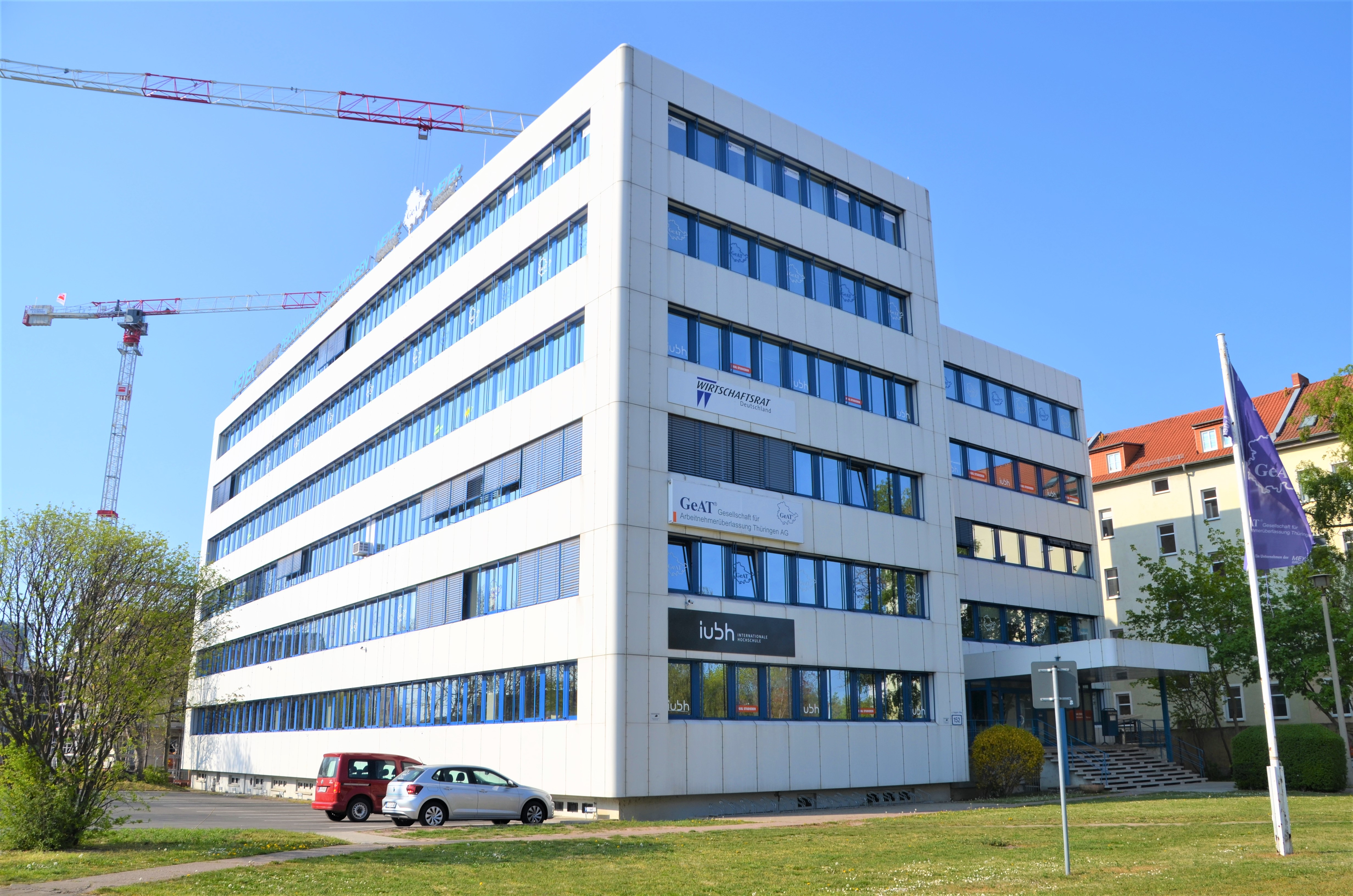
Campus da universidade em Erfurt, Alemanha

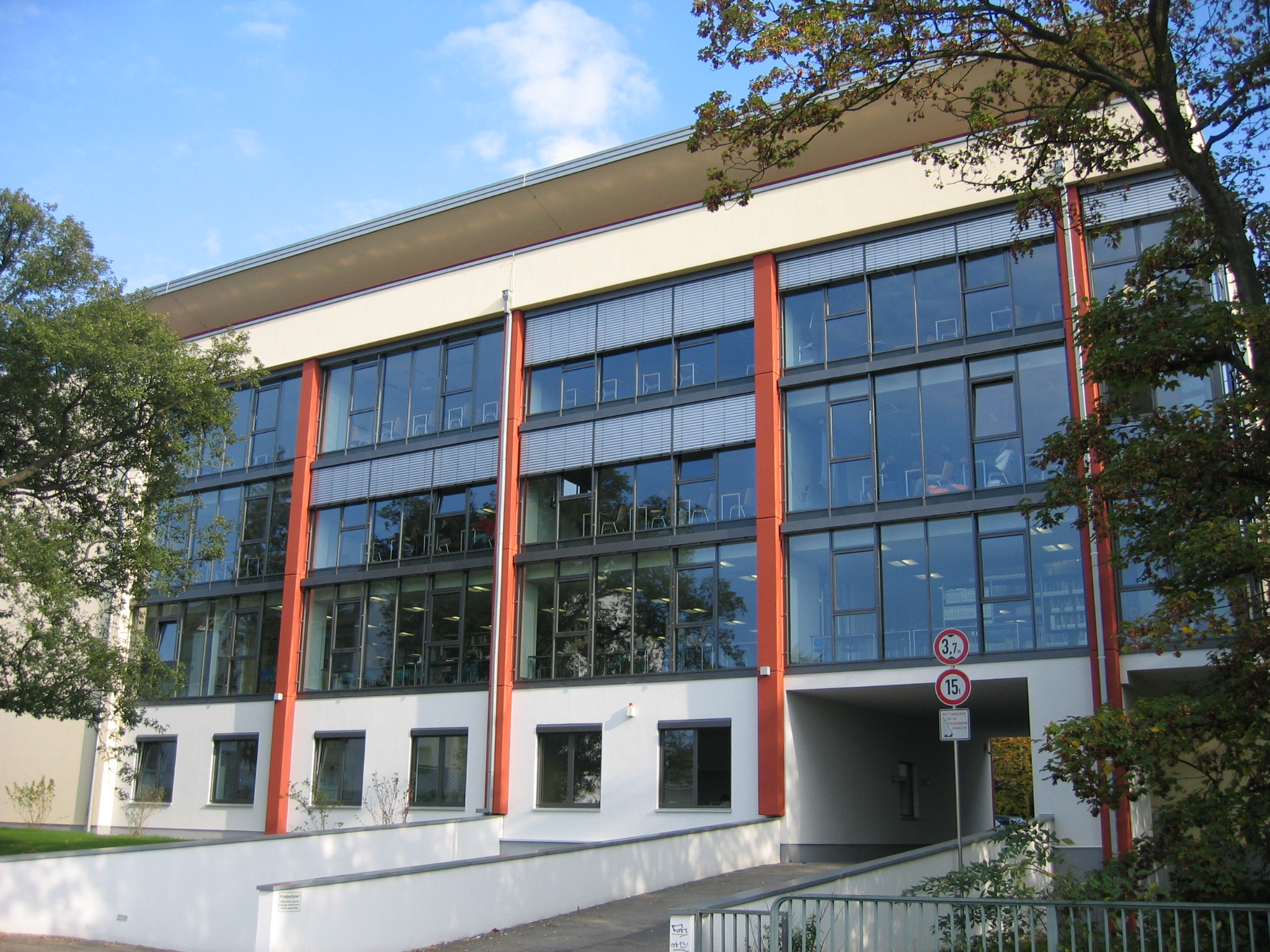
Campus da universidade em Bad Honnef

A IU International University of Applied Sciences ( em alemão : IU Internationale Hochschule ) é uma universidade privada de Ciências Aplicadas (Instituto Superior) com sede em Erfurt, Alemanha .
A IU oferece cursos universitários em modo presencial, à distância, híbrido, MyStudies, e DualStudies, em alemão ou inglês . Com mais de 100.000 alunos, a IU é a maior universidade da Alemanha, credenciada pelo estado - dados do semestre de verão de 2021 e está entre as maiores universidades do mundo.
A IU foi fundada em 1998 como Universidade Internacional de Ciências Aplicadas Bad Honnef / Bonn (IFH), e a primeira matrícula ocorreu no inverno de 2000/2001, com 23 alunos.
Em Julho de 2009, o Conselho Alemão de Ciências e Humanidades credenciou institucionalmente a universidade por um período de dez anos, seguida de credenciamento por um período adicional de cinco anos, em 2021. Em 2010, tornou-se membro da Conferência Alemã de Reitores .
Em meados de 2013, a IU fundiu-se com a Universidade de Ciências Aplicadas Adam Ries, localizada em Erfurt, outra universidade privada, expandindo as suas ofertas. Em Março de 2016, fundiu-se com a Universidade de Negócios Internacionais e Logística (HIWL), em Bremen, e desde então oferece cursos no formato de DualStudies neste local.
Em Outubro de 2017, foi a universidade foi renomeada para IUBH International University of Applied Sciences Bad Honnef. Em Março de 2021, voltou a ser renomeada para IU International University of Applied Sciences, nome que mantém atualmente. Em 2019, a sede corporativa da universidade foi transferida para Erfurt.

## Organização
A universidade é reconhecida pelo estado desde 1999, tendo sido credenciada pelo Conselho Alemão de Ciência e Humanidades em 2009 e de novo em 2021. Os programas universitários, bem como a gestão interna de qualidade da universidade ("sistema de acreditação") também são credenciados pela Fundação para Credenciamento de Administração de Negócios Internacionais (FIBAA) em nome do Conselho Alemão de Credenciamento.
A IU pretence à IU Internationale Hochschule GmbH, cujo único acionista foi entre 2007 e 2021 a Career Partner GmbH, e desde 2021 a IU Group NV. A IU Group NV. pertence ao grupo de investidores britânico Oakley, desde 2017. Foi parte da empresa de investimentos - Auctus, com sede em Munique, no período de 2007 a 2015, e antes disso, do Apollo Group, (com sede nos EUA), no período de 2015 a 2017.
Os órgãos sociais da universidade são compostos pela reitoria, o senado, e um conselho de administração que representa os interesses profissionais dos departamentos e das empresas.

## Localizações
Além do campus virtual - "mycampus", a universidade mantém atualmente 28 campus: Augsburg, Bad Honnef, Berlim, Bielefeld, Braunschweig, Bremen, Colônia, Dortmund, Dresden, Duisburg, Düsseldorf, Erfurt, Essen, Frankfurt, Freiburg, Hamburgo, Hanover, Karlsruhe, Leipzig, Lübeck, Mainz, Mannheim, Munique, Münster, Nuremberg, Estugarda e Ulm . Em 2022, os seguintes locais foram adicionados: Aachen, Bochum, Kassel, Kiel, Mönchengladbach, Potsdam, Ravensburg, Regensburg, Rostock, Saarbrücken e Wuppertal .
Adicionalmente, a IU dispoe de centros de exames para os alunos em ensino à distância, em todos os centros do Goethe-Institut .

## Cursos
A IU International University of Applied Sciences oferece cerca de 200 cursos entre licenciaturas, mestrados e MBAs, em vários formatos (presencial, ensino à distância, híbrido, myStudies, e DualStudies).